# 葵わかな
葵 わかな（あおい わかな、1998年6月30日 - ）は、日本の女優。神奈川県出身。スターダストプロモーション制作1部所属。

## 略歴
幼い頃より「バラエティー番組やクイズ番組に出て、ピンポンと早押しボタンを押してみたい」ことが動機でタレントを志し、小学5年生のときにオーディション提出書類を作るために必要な写真を撮影しに行った東京・原宿でスカウトされて、芸能界入り。事務所に所属して約1週間後に受けたテレビコマーシャル出演のオーディションに合格し、2009年7月14日、ファミリーマート「霧島の天然水」CMによりデビュー。同年10月に『サムライ・ハイスクール』にて杏の幼少期を演じて、女優としてデビューする。
2012年12月には『ようこそ!東池袋ヒマワリ荘』の出演者により結成されたアイドルユニット「乙女新党」のメンバーに選抜され、2013年2月にCDデビュー。「乙女新党」のメンバーとして活動するかたわらで、映画初出演となる2014年5月公開の『瀬戸内海賊物語』のオーディションで1,000人以上の候補者の中から主要キャストに選出され地方に住む少女役を等身大で演じる。そして2013年10月公開の『陽だまりの彼女』で上野樹里演じるヒロインの中学生時代を演じて注目を浴びる。また、東京海上日動火災保険やヤマザキビスケット「エアリアル」「ビッツサンド」のCMに出演して「この美少女は誰?」と話題を呼ぶ。
芝居を続けていくことを理由に2014年7月の『乙女新党 3rdワンマンライブ 〜卒業 そして始まりのうた〜』をもって「乙女新党」を卒業し、女優業に専念する。また、アート引越センター（2015年 - ）、ケイ・オプティコム「mineo」（2016年 - ）などCMに次々に出演し、新たな“CMの女王”として注目を集める。2016年3月放送のスペシャルドラマ『女優堕ち』（BS朝日）でテレビドラマ初主演を果たし、同年11月公開の『ホラーの天使』で映画初主演。
もともと勉強が好きで、幼いころから興味を持っていた慈善活動について幅広く学びたいと、女優業の合間に猛勉強して受験に備え2017年1月に慶應義塾大学総合政策学部にAO入試にて合格。同年4月から入学し、その後も女優業との両立を目指している。
2017年3月には3度目の挑戦となったNHK連続テレビ小説のヒロインオーディションで2,378人の候補者の中からヒロインに選出され、2017年度下半期に放送された連続テレビ小説『わろてんか』にて吉本興業の創業者・吉本せいをモデルとしたヒロイン・藤岡てん役を演じた。同作の撮影中は大学を休学した。
2019年上演の『ロミオ&ジュリエット』でミュージカル初挑戦にして主演を務める。

## 人物
- 趣味は幼少の頃は木登りを得意とし日々鍛錬を積んでいた。その他には読書[25]、一人カラオケを好む[26]、アニメ、宝塚観劇[26]。読書は通学時間に三浦しをん、伊坂幸太郎、宮部みゆきなどの小説を読んでいるほか[27]、漫画もよく読んでいる[28]。
- 三人姉妹の次女である。
- 性格は「人見知り」だと自身で述べている[5]。
- 「ちゃろ」という名の猫を飼っている[29]。名前は毛の色（茶色と白色）に由来[30]。
- 『わろてんか』撮影開始のため、大阪で人生初の一人暮らしを体験した[31]。
- 事務所の同僚で、朝ドラヒロインの後輩にあたる永野芽郁と初めて知り合ったのは小学生のころだったが、偶然に事務所で年に一回会うか会わないか程度で共演歴もなかった。しかし2017年になってたまたま同日に宣材写真を撮りに行ったのをきっかけに連絡先を交換し親しくなった[32]。

## 出演
- 主演は太字

### テレビドラマ
- サムライ・ハイスクール 第1話（2009年10月17日、日本テレビ） - 永沢あい（幼少期） 役[33]
- エンゼルバンク〜転職代理人 第1話（2010年1月14日、テレビ朝日） - 井野真々子（幼少期） 役
- 火災調査官・紅蓮次郎 第10作 - 第13作（2010年2月13日 - 2012年11月10日、テレビ朝日） - キャロライン泉 役
- 聖なる怪物たち 最終話（2012年3月8日、テレビ朝日） - 春日井優佳（少女期） 役
- 相棒 season11 第14話 「バレンタイン計画」（2013年2月6日、テレビ朝日） - 高村奈津 役
- たべるダケ 第4話・第8話（2013年8月2日・30日、テレビ東京） - 童門和沙 役
- 天誅〜闇の仕置人〜（2014年1月24日 - 3月14日、フジテレビ） - 村田加奈子 役
- アオイホノオ 第6話（2014年8月22日、テレビ東京） - 山賀の妹 役
- 女はそれを許さない 第7話（2014年12月2日、TBS） - 三沢真由 役[34][35][36]
- 翳りゆく夏（2015年1月18日 - 2月15日、WOWOW） - 未央 役[37]
- 表参道高校合唱部!（2015年7月17日 - 9月25日、TBS） - 蓮見杏子 役[38]
- いつも まぢかに（2015年10月1日、イマジカBS） - 早瀬彩香 役
- マネーの天使〜あなたのお金、取り戻します!〜（2016年1月7日 - 3月24日、読売テレビ・日本テレビ系） - 菅原円 役[39]
- 女優堕ち（2016年3月23日・30日、BS朝日） - 主演・清島ルイ 役[40]
- 広島発地域ドラマ「舞え!KAGURA姫」（2016年11月30日、NHK BSプレミアム） - 主演・児玉咲子 役[41][42]
- 金の殿 ～バック・トゥ・ザ・NAGOYA～（2017年1月13日 - 2月10日、CBCテレビ） - 主演・星野すず 役[43]
- サバイバルガール（2017年2月15日、日本映画専門チャンネル） - 主演・鈴木結衣 役[44]
- 今夜もLL エピソード2「君の瞳に花束を」（2017年5月10日 - 31日、TOKYO MX） - 主演・ひかり 役[注 2][45]
- 連続テレビ小説 わろてんか 第6回 - 最終回（2017年10月7日 - 2018年3月31日、NHK） - 主演・北村てん 役[注 3][21]
- ブラックペアン（TBS） - ヒロイン・花房美和 役
  - シーズン1（2018年4月22日 - 6月24日）[46]
  - シーズン2（2024年7月7日 - 9月15日）[47]
- ほんとにあった怖い話 夏の特別編2018（2018年8月18日、フジテレビ）「姿見」- 主演・近藤萌絵 役[48]
- BRIDGE はじまりは1995.1.17神戸（2019年1月15日、関西テレビ・フジテレビ） - ヒロイン・服部瞳 役[49]
- 教場（フジテレビ） - 岸川沙織 役[50]
  - 教場（2020年1月4日 - 5日）
  - 教場II（2021年1月3日 - 4日）[51]
- 朗読ドラマ「リアルプリンセス」第2回「ラプンツェル」（2020年8月28日、NHK総合） - ストーリーテラー / 恵麻 役 / 朗読[52]
- 「誰も知らない明石家さんま」第6弾 特別ドラマ「笑顔に会いに行く道」（2020年12月13日、日本テレビ） - ヒロイン・IMALU 役[53]
- 年の差婚（2020年12月15日 - 2021年2月9日、MBS / TBS） - 主演・村上舞衣子 役（竹財輝之助とＷ主演）[54]
- 4つの不思議なストーリー〜超常ミステリードラマSP「夕暮れの迷子」（2020年12月26日、フジテレビ） - 主演・森山莉子 役[55]
- 世にも奇妙な君物語 第2話「リア充裁判」（2021年3月12日、WOWOW） - 主演・谷沢知子 役[56][57]
- インフルエンス（2021年3月20日 - 4月17日、WOWOW） - 坂崎真帆 役[58]
- 女の戦争〜バチェラー殺人事件〜（2021年7月3日 - 8月7日、テレビ東京） - ヒロイン・志倉若菜 役[59][60]
- ホリデイ〜江戸の休日〜（2023年1月6日、テレビ東京） - 主演・戸倉詩織 / お仙 役（望月歩とダブル主演）[61][62]
- 三千円の使いかた（2023年1月7日 - 2月25日、東海テレビ・フジテレビ） - 主演・御厨美帆 役[63]
- キッチン革命 第1夜（2023年3月25日、テレビ朝日） - 主演・香美綾子 役[64]
- Dr.チョコレート（2023年4月22日 - 6月24日、日本テレビ） - ギルベルト / 銀原明日香 役[65]
- おいち不思議がたり（2024年9月1日 - 10月20日、NHK BS・NHK BSプレミアム4K） - 主演・おいち 役[66]
- ホンノウスイッチ（2025年1月11日 - 3月15日、テレビ朝日） - 主演・星小和 役（宮近海斗（Travis Japan）とのW主演）[67]
- すべての恋が終わるとしても（2025年10月〈予定〉 - 、朝日放送テレビ・テレビ朝日） - 主演・羽沢由宇 役（神尾楓珠とのW主演）[68]

### 映画
- 陽だまりの彼女（2013年10月12日） - 渡来真緒（中学時代） 役[69]
- 瀬戸内海賊物語（2014年5月31日） - 宮本愛子 役[70]
- くちびるに歌を（2015年2月28日） - 関谷チナツ 役[71]
- 暗殺教室（2015年3月21日） - 斎藤綾香 役[72]
- 罪の余白（2015年10月3日） - 笹川七緒 役[73]
- ホラーの天使（2016年11月26日） - 主演・早紀子 役[注 4][74][75]
- サバイバルファミリー（2017年2月11日） - 鈴木結衣 役[76]
- 逆光の頃（2017年7月8日） - ヒロイン・みこと 役[77]
- ミッドナイト・バス（2018年1月27日） - 高宮彩菜 役[注 5][78]
- ラーメン食いてぇ!（2018年3月3日） -主演・コジマ 役[注 6][79]
- 青夏 きみに恋した30日（2018年8月1日） - 主演・船見理緒 役[注 7][80]
- 劇場版 ダーウィンが来た! アフリカ新伝説（2019年1月18日） - ナレーション[81]
- 任侠学園（2019年9月27日） - ヒロイン・沢田ちひろ 役[82]
- イカロス 片羽の街「十年と永遠」（2023年2月11日） - 主演・純葉 役[83]

### 舞台
- ミュージカル「ロミオ&ジュリエット」（2019年2月23日 - 3月10日、東京国際フォーラム / 3月22日 - 24日、刈谷市総合文化センター / 3月30日 - 4月14日、梅田芸術劇場） - ヒロイン・ジュリエット 役[注 8][24][84]
- ミュージカル「アナスタシア」 - 主演・アーニャ 役[注 9]
  - （2020年3月9日 - 11日、20日 - 27日、東急シアターオーブ）[85][86]
    - 新型コロナウイルスの感染拡大防止のため、大幅な上演日程の変更が行われた。初日の3月1日から8日までの9公演が中止[87][88]。さらに13日から19日までの10公演も中止され[89][90]、28日の公演も中止になった[91]。
    - 2020年4月6日から18日に梅田芸術劇場メインホールで予定されていた大阪公演は全公演が中止になった[92]。

  - （2023年9月12日 - 10月7日、東急シアターオーブ / 10月19日 - 31日、大阪・梅田芸術劇場 メインホール）[93][94][注 10]
- プレミアムリーディング もうラブソングは歌えない「Re: (アールイー)」（2020年8月8日 - 10日[注 11]、東京都 東京国際フォーラム ホールC）[99]
- Broadway Musical「The PROM」Produced by 地球ゴージャス（2021年3月10日 - 4月13日、東京・TBS赤坂ACTシアター / 5月9日 - 16日、大阪・フェスティバルホール） - 主演・エマ 役[100]
- 冬のライオン（2022年2月26日 - 3月15日、東京芸術劇場 プレイハウス） - ヒロイン・アレー 役[101]
- COCOON PRODUCTION 2022 NINAGAWA MEMORIAL「パンドラの鐘」（2022年6月6日 - 28日、Bunkamura シアターコクーン / 7月2日 - 5日、大阪・森ノ宮ピロティホール） - 主演・ヒメ女 役（成田凌とのW主演）[102]
- セツアンの善人（英語版）（2024年10月16日 - 11月4日、世田谷パブリックシアター / 11月9日・10日、兵庫県立芸術文化センター 阪急中ホール） - 主演・シェン・テ / シュイ・タ 役（一人二役）[103][104][105]

### テレビアニメ
- GJ部（2013年1月9日 - 3月27日、日本テレビ） - ジェラルディン・バーンシュタイン 役[106]
  - GJ部@（2014年5月5日、BS日テレ）[107]

### 吹き替え
- キャッツ（2020年1月24日日本公開） - ヴィクトリア〈フランチェスカ・ヘイワード〉 役[108]

### 配信ドラマ
- &美少女 NEXT GIRL meets Tokyo 第3話「秋葉原×AM5:42」（2017年4月19日、FOD） - 主演・美沙子 役[注 12][109]
- 結婚するって、本当ですか（2022年10月7日、全10話、Amazon Prime Video） - 主演・本城寺莉香 役（佐藤寛太とW主演）[110]

### バラエティ
- ようこそ!東池袋ヒマワリ荘（2012年7月4日 - 9月26日、日本テレビ）
- してみるテレビ!教訓のススメ（2014年4月25日 - 10月17日、フジテレビ）
- 100%宝塚（2014年10月31日、NOTTV）
- 痛快TV スカッとジャパン（2015年3月23日・4月6日・7月6日・8月17日・10月26日・11月9日・2016年4月11日・6月6日・8月29日・11月7日・2017年2月6日・2018年7月16日（ゲストパネラー）、フジテレビ）
- LIFE! ステージ 〜人生に捧げるコントライブ〜（2015年5月30日・6月4日、NHK総合）
- 有田P おもてなす 「Produce1 葵わかな」（2018年4月7日、NHK総合）[111]
- キングオブコント（TBS） - MC[注 13]
  - 2018（2018年9月22日）[112]
  - 2019（2019年9月21日）[113]
  - ニュースゼロパートナー（1月7日～）

### 教養・ドキュメンタリー
- 美の巨人たち 「亀山法皇『南禅寺』」（2015年6月20日、テレビ東京）[114]
- かんさい熱視線 山を鳴らす男〜奥河内音絵巻の世界〜（2016年9月23日、NHK総合） - ナレーション
- BS1スペシャル 「福島タイムラプス 震災7年目の映像詩」（2018年3月11日、NHK BS1） - ナレーション[115]
- キラボシ!（2019年10月8日 - 2020年6月、日本BS放送（BS11）） - ナレーション[116]
- 浦沢直樹の漫勉 neo（2020年10月17日 - 12月17日、2021年6月9日 - 6月23日、NHK Eテレ） - ナレーション
- マモリビト（2021年11月1日 - 2022年3月28日、BS朝日） - ナレーション[117]

### 情報番組
- news zero（日本テレビ） - 火曜パートナー（2025年1月7日 - ）[118]

### 教育番組
- ボキャブライダー（2016年9月 - 10月・2017年4月 - 6月、NHKラジオ第2）[119][120]
- ボキャブライダー on TV（2016年9月・2017年4月 - 6月、NHK Eテレ） - ボキャブライダー2号 役[121]

### 音楽番組
- 音龍門（2012年10月2日、日本テレビ） - 朗読少女
- 第17回 わが心の大阪メロディー（2017年12月12日、NHK総合） - 司会[注 14][122]
- BSテレ東歌謡FESTIVAL（2020年12月16日、BSテレ東） - MC[123]

### ラジオドラマ
- FMシアター（NHK-FM）
  - 同じ空の下（2014年11月8日） - 主演・羽生千晶 役[124]
  - シュガー・ソネット（2015年6月13日） - 主演・ミハル 役[125]
- 青春アドベンチャー 予言村の転校生（2015年1月5日 - 16日、NHK-FM） - 主演・湯木奈央 役[126][127]

### WEBラジオ
- 葵わかなのオールナイトニッポンモバイル（2015年1月10日 - 2017年、ニッポン放送）[128]

### CM
- ファミリーマート 霧島の天然水（2009年7月 - 2011年8月）
- ドール Doleマン（2010年）
- ベネッセコーポレーション 得点力学習DS（2011年）
- 東京海上日動火災保険 「人を思うシリーズ」（2013年1月 - 2015年2月）[129]
- ヤマザキビスケット
  - エアリアル（2013年9月 - 2015年3月）[130]
  - ビッツサンド（2013年9月 - 2015年3月）[131]
- JR西日本
  - 「マナーって思いやり。」シリーズ
    - 平成25年度（2013年9月 - ）[注 15][132]
    - 平成26年度（2014年4月 - ）[注 15][133]

  - WESTER（2023年5月16日 - ） - 西日本エリアで放送[134][135]
    - 「キキ、西の新しいくらしをのぞく」編
    - 「キキ、西のまちをたのしみつくす」編
- 地盤ネット
  - 「地盤カルテ篇」（2015年3月 - ）[136][137]
  - 「地盤調査」篇 / 「JIBUN no JIBAN」篇 / 「JIBANGOO」篇（2016年11月28日 - ）[138]
- LINEゲットリッチ（2015年4月24日 - ）
- アート引越センター（2015年 - 2020年）
  - 「コマソン」篇（2015年8月15日 - 2017年6月）[139]
  - 「葵わかなコマソンを歌う篇」 / 「コマソンを本気で口パク ヒップホップ篇」（2017年6月12日 - ）[140]
  - 「コマソンを本気で口パク ロック篇」（2017年8月1日 - ）[141]
  - 「コマソンを本気で口パク 演歌篇」
  - 50周年広告 「いい引越って何だろう篇」
  - 「アーボット 共演」篇（2020年2月1日 - ）[142]
- ケイ・オプティコム mineo（2016年2月11日 - ）[143]
  - 「みんなのスマホ」篇（2016年2月11日 - ）[144]
  - 「生きている文字」篇（関西のみ）[144]
  - 「端末そのまま」篇 / 「分け合える」篇（2017年1月21日 - ）[145]
  - 「将棋篇」（2018年1月20日 - ）[146]
  - 「パティスリー篇」（2018年2月 - ）[147]
  - 「行列篇」 / 「フィギュア篇」（2018年8月1日 - ）[148]
- NHK フレッシャーズキャンペーン 2016 「娘の出て行った部屋篇」（2016年2月29日 - ）[149]
- 『青夏 きみに恋した30日』 タイアップCM（2018年6月 - ） - 理緒 役[150]
  - ブシモ「バンドリ! ガールズバンドパーティ!」[151]
  - Createバイト[152]
  - ロッテ「モナ王」
- JA全農あきた「あきたこまち」（2018年9月27日 - ）[153][154]
- 日本中央競馬会（JRA）「HOT HOLIDAYS!」（2019年 - 2021年） - 中川大志、高畑充希、土屋太鳳、柳楽優弥、松坂桃李と共演[155]
- AOKI（2019年2月1日 - ）[156]
- ロクシタンジャポン「The True Stories of L'OCCITANE」（2019年10月 - ）※河瀬直美監督
- クラウドワークス 「多すぎるお仕事」篇・「急すぎるお仕事」篇（2020年1月4日 - ）[157]
- 株式会社クオレガ
  - 「Foodslabo(フーズラボ)」（2023年3月3日 - ）[158] [159]
  - 「[HotelsLabo(ホテルズラボ)」（2024年2月5日 - ）[160] [161]
- キリンビール
  - キリン のどごし〈生〉「うまさを想う人たち」篇（2025年3月10日 - ） - 桐谷健太と共演[162]

### 広告
- 日本防災・危機管理推進協会 平成27年度全国火災予防運動用ポスター（2015年9月 - ）[163]
- 日本放送協会 「NHKフレッシャーズキャンペーン2016」（2016年） - イメージキャラクター [164]
- 地盤PR大使（2016年）[165]
- NHKテキスト2018（2018年） - イメージキャラクター[166]
- 日本中央競馬会（JRA）（2019年） - プロモーションキャラクター[155]
- ロクシタンジャポン - ブランドアンバサダー（2019年10月 - ）

### PV
- 山下達郎 「光と君へのレクイエム」（2013年10月9日）[167]
- シクラメン 「マナザシ」（2013年11月20日）

### 音声ガイド
- くまのプーさん展（2019年2月9日 - 4月14日、Bunkamuraザ・ミュージアム / 4月27日 - 6月30日、あべのハルカス美術館） - ナビゲーター[168][169]

## 書籍

### カレンダー
- 葵わかなオフィシャルカレンダー2014.4→2015.3（2014年3月下旬発売、SDP）[170]
- 葵わかなスクールカレンダー2015.4→2016.3（2015年3月下旬発売、SDP）[171]
- 葵わかなオフィシャルカレンダー2016.4→2017.3（2016年3月30日、SDP）[172]
- 葵わかなオフィシャルカレンダー2017（2016年12月11日、SDP）[173][174]
- 葵わかなオフィシャルカレンダー2018（2017年12月7日、SDP）[175][176]
- 葵わかなオフィシャルカレンダー2019（2018年12月25日、SDP）[177][178]
- 葵わかなオフィシャルカレンダー2020.4‐2021.3（2020年3月16日、SDP）[179]

### カバーモデル
- フラれた女とフラれた男が出逢ったら。（2014年6月25日発売、小学館エンジェル文庫、著：柚木あい）

## 受賞歴
- 第35回読者が選ぶ講談社広告賞 新人タレント部門3位（2013年）[10]
- 第18回日本インターネット映画大賞 ニューフェイスブレイク賞（『陽だまりの彼女』、2013年）
- エランドール賞 新人賞（2019年）[180]